# Mir Jafar

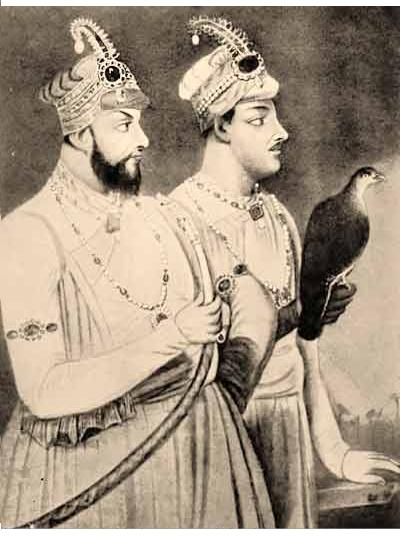
Mir Jafar met zijn oudste zoon, Mir Miran.

Mir Jafar Ali Khan Bahadur (±1691 - Murshidabad, 17 januari 1765) was nawab van Bengalen tussen 1757 en 1760 en 1763 en 1765. Hij regeerde dankzij de steun van de Britse East India Company. Zijn voorganger, Siraj ud-Daulah, sneuvelde in de slag bij Plassey (1757). De Britten onder Robert Clive hadden in deze veldslag dankzij het overlopen van Mir Jafar de overwinning behaald. Mir Jafar werd door de Britten naar voren geschoven als nieuwe nawab, maar regeerde als een Britse marionet. Toen hij pogingen deed onder de Britse invloed uit te komen werd hij in 1760 gedwongen af te treden ten gunste van zijn schoonzoon Mir Qasim.

## Levensloop
Mir Jafar was een zoon van Sayyid Ahmed Najafi, een edelman van Irakese afkomst, wiens halfzuster Shah Khanum Sahiba getrouwd was met de nawab van Bengalen, Alivardi Khan. Alivardi Khan benoemde zijn neef tot bevelhebber (subahdar) in de provincie Orissa. In 1746 vielen de Maratha's onder Raghoji I Bhonsle Orissa binnen. Mir Jafar behaalde in december dat jaar een kleine overwinning maar toen Alivardi Khan hem in februari 1747 beval nogmaals slag te leveren, trok hij zich terug. Alivardi Khan arriveerde enige tijd later met versterkingen en versloeg de Maratha's op het slagveld. De nawab zette Mir Jafar daarop vertoornd uit zijn functie. Later werd Mir Jafars ongehoorzaamheid vergeven en werd hij tot bakshi (militair schatbewaarder) benoemd.
Toen Siraj ud-Daulah, de kleinzoon van Alivardi Khan, zijn grootvader in 1756 opvolgde, benoemde hij een hindoe tot divan (koninklijk schatbewaarder). Dit zette kwaad bloed bij de islamitische elite. Een aantal van hen, waaronder Mir Jafar, maakten een geheime afspraak met de Britse East India Company om Siraj ud-Daulah ten val te brengen. Toen de Britse bevelhebber Robert Clive met slechts 3000 man oprukte naar Plassey (tegenwoordig Palashi) om slag te leveren met de troepen van de nawab, liepen de samenzweerders over. De veldslag liep uit op een Britse overwinning. De nawab wist naar Murshidabad te ontkomen, maar werd in zijn paleis vermoord. De Britten stelden Mir Jafar aan als nieuwe heerser van Bengalen. Clive ondernam vervolgens actie om de Fransen uit hun factorij in Chandernagore te verdrijven (Engeland en Frankrijk waren op dat moment in oorlog).
Al snel werd duidelijk dat de Britten Mir Jafar slechts als marionet wilden gebruiken. De Mogolkeizer Shah Alam II had de Britten een firman (recht) gegeven zonder belasting te mogen handelen, wat betekende dat alle inkomsten aan de nawab voorbij gingen. Mir Jafar nodigde daarom de Nederlandse V.O.C. uit haar activiteiten in Bengalen uit te breiden, met de bedoeling de Nederlanders tegen de Britten te gebruiken. De V.O.C. stuurde een expeditie van zeven schepen en 1500 man vanuit Batavia naar de monding van de Hooghly. Ondanks dat Nederland niet met Engeland in oorlog was, kwam het al snel tot vijandigheden, die ten slotte uitmondden in een Britse overwinning op de Nederlanders in de slag bij Chinsura (november 1759). De slag betekende het einde van de Nederlandse aanwezigheid in Bengalen.
In 1760 arriveerde een nieuwe Britse gouverneur, Henry Vansittart, die besloot dat hij Mir Jafar niet langer kon vertrouwen. De nawab werd gedwongen af te treden ten gunste van zijn schoonzoon, Mir Qasim. Mir Qasim probeerde net als zijn schoonvader echter onder Britse invloed uit te komen. In 1763 nam hij de Britse residentie in Patna in. De Britten reageerden door Mir Jafar op te troon in Murshidabad te herstellen. In ruil voor zijn herinstallatie droeg Mir Jafar het recht op belastingheffing in Burdwan, Midnapur en Chittagong over aan de Britten. Ook zegde hij hen toe een half miljoen rupees per jaar te betalen tot het einde van de oorlog met zijn schoonzoon, om de soldij van de Britse soldaten te bekostigen. Mir Qasim had ondertussen een verbond gesloten met keizer Shah Alam II en de nawab van Avadh, Shuja ud-Daulah. De gezamenlijke macht van de drie heersers werd verslagen door de Britten in de slag bij Buxar (oktober 1764). De overwinning betekende het einde van het verzet tegen de Britse heerschappij over Bengalen, maar stelde ook Mir Jafars positie als marionet veilig.
Mir Jafar was nawab tot zijn dood in januari 1765, waarna hij werd opgevolgd door zijn 15-jarige zoon Najmuddin Ali Khan, die na een jaar overleed aan een ziekte. Daarop zaten Mir Jafars jongere zoons Najabat Ali Khan (regeerde 1766 - 1770), Ashraf Ali Khan (1770) en Mubarak Ali Khan (1770 - 1793) achtereenvolgens op de troon. Mir Jafars weduwe Munny Begum trad op als regentes maar de werkelijke macht lag vanaf 1764 onbetwist in handen van de Britse gouverneur.